# Rikki-Tikki-Tavi
Rikki-Tikki-Tavi este o povestire de Rudyard Kipling publicată inițial separat, în 1893, și inclusă ulterior în Cartea junglei (1894). Autorul relatează, în stil encomiastic, dar și cu umor, faptele eroice ale unei tinere și curajoase manguste din India colonială.

## Prezentare

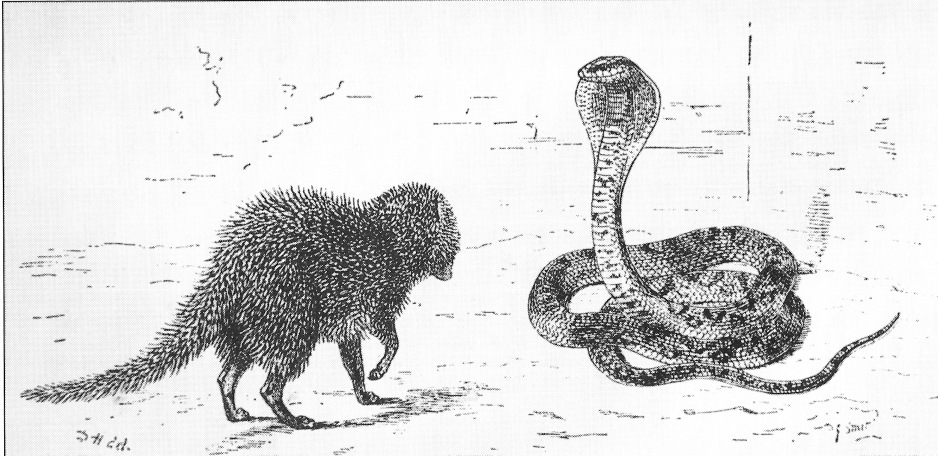
Cobra indiană (Naja naja) și mangusta indiană cenușie (Herpestes edwardsii)

Povestirea a fost publicată mai întâi în numerele din noiembrie 1893 ale revistelor Pall Mall Magazine și St Nicholas Magazine, cu ilustrații de W.K.Drake.

## Personaje
Personajele umane ale povestirii sunt membrii unei familii de englezi stabilite în India: un băiețel, Teddy, tatăl și mama lui. Adevărații protagoniști sunt însă animalele din casa și grădina lor:
- Rikki-Tikki-Tavi, o mangustă cenușie indiană (Herpestes edwardsii); numele lui provine de la „strigătul de luptă” al animalului: Rikk-tikk-tikki-tikki-tchk![1]
- Nag și Nagaina, o familie de cobre indiene (Naja naja); numele lor provine din cuvântul care desemnează „cobra” în limba hindi[2]
- Darzee, o pasăre-croitor (Orthotomus sutorius); numele lui înseamnă „croitor” în limba hindi[2]
- Chuchundra, un chițcan de casă asiatic (Suncus murinus)

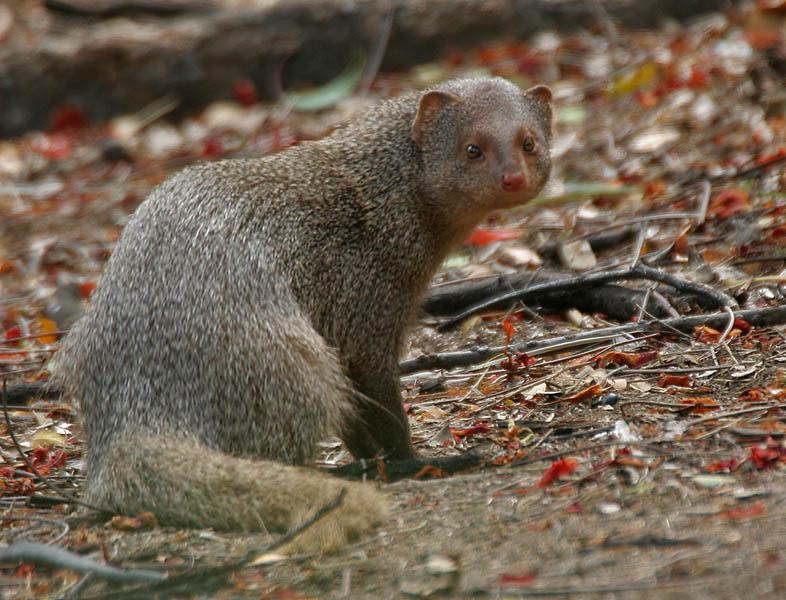
Herpestes edwardsii
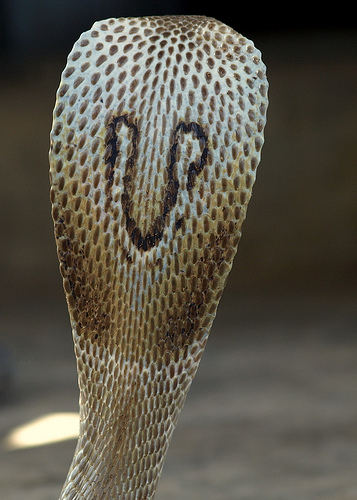
Naja naja
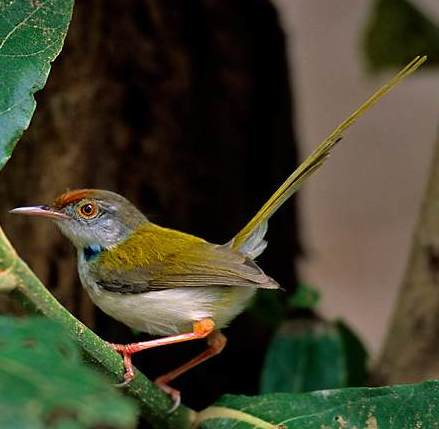
Orthotomus sutorius
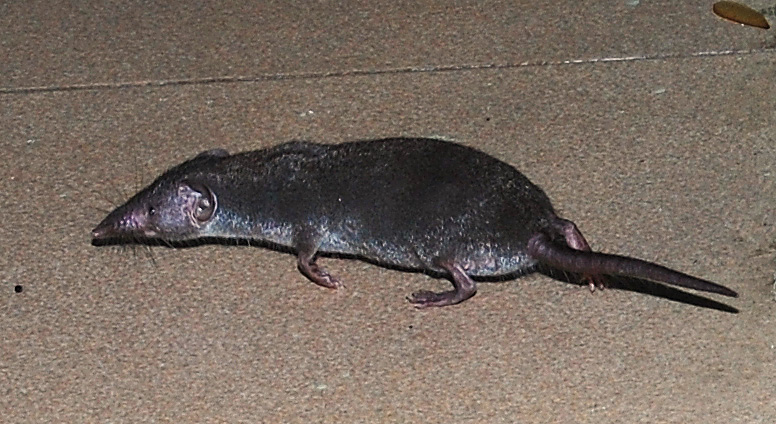
Suncus murinus